# تاج البابا

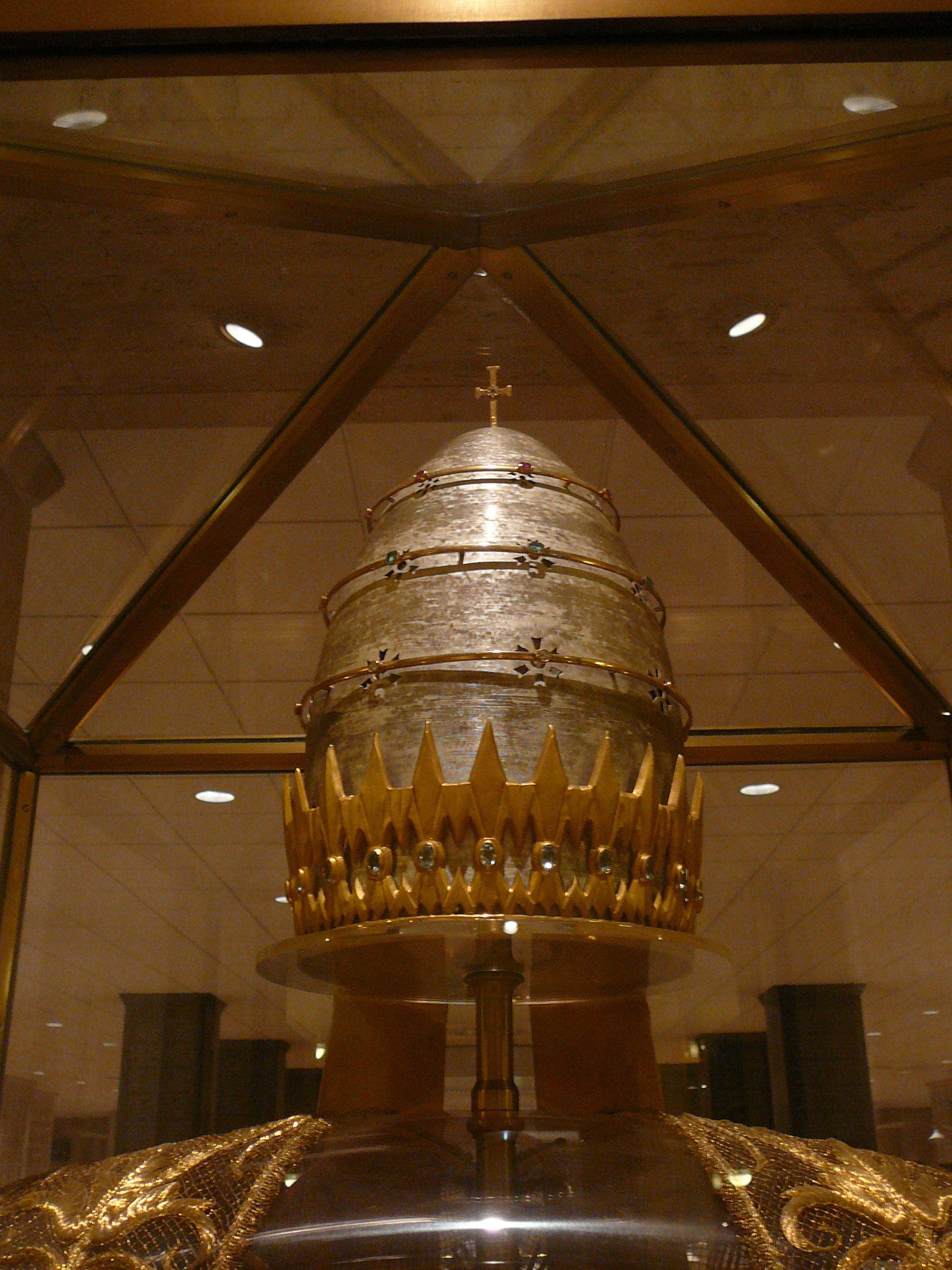
تاج البابا بولس السادس

تاج البابا أو تاج البابوية هو لباس الرأس للبابا وهو على شكل ثلاثة مستويات ويسمى بالتاج الثلاثى ويرجع هذا الشكل للقرن 14 من الميلاد ويسمى باللاتينية triregnum 
وقد كان هذا التاج يتم ارتداءه من قبل باباوات الكنيسة الكاثوليكية الرومانية منذ وقت مبكر من القرن 8 إلى القرن 20 . واستخدم آخيرا من قبل البابا بولس السادس
ومن عام 1143 حتى عام 1963 وضع رسميا تاج البابوية على رأس البابا ، خلال حفلة تتويجه ، وكان كما ذكرنا مسبقا أنها ذات شكل ثلاثي.

## التاريخ
تم أخذ فكرة التاج البابوى من قبعة الفريغانى المخروطية الشكل 

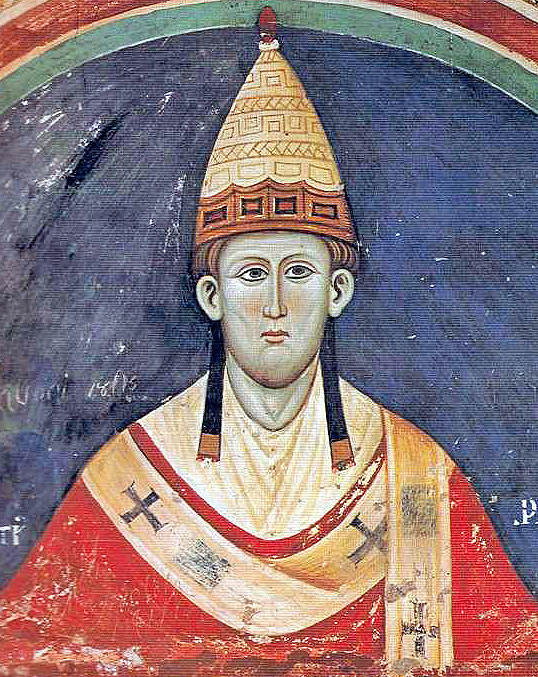
التاج المخروطى الشكل الذي يشبه قبعة الفريغانى

وكان تاج الأساقفة والباباوات على شكل طفاية أو شمعة